# Caprimulgiformes

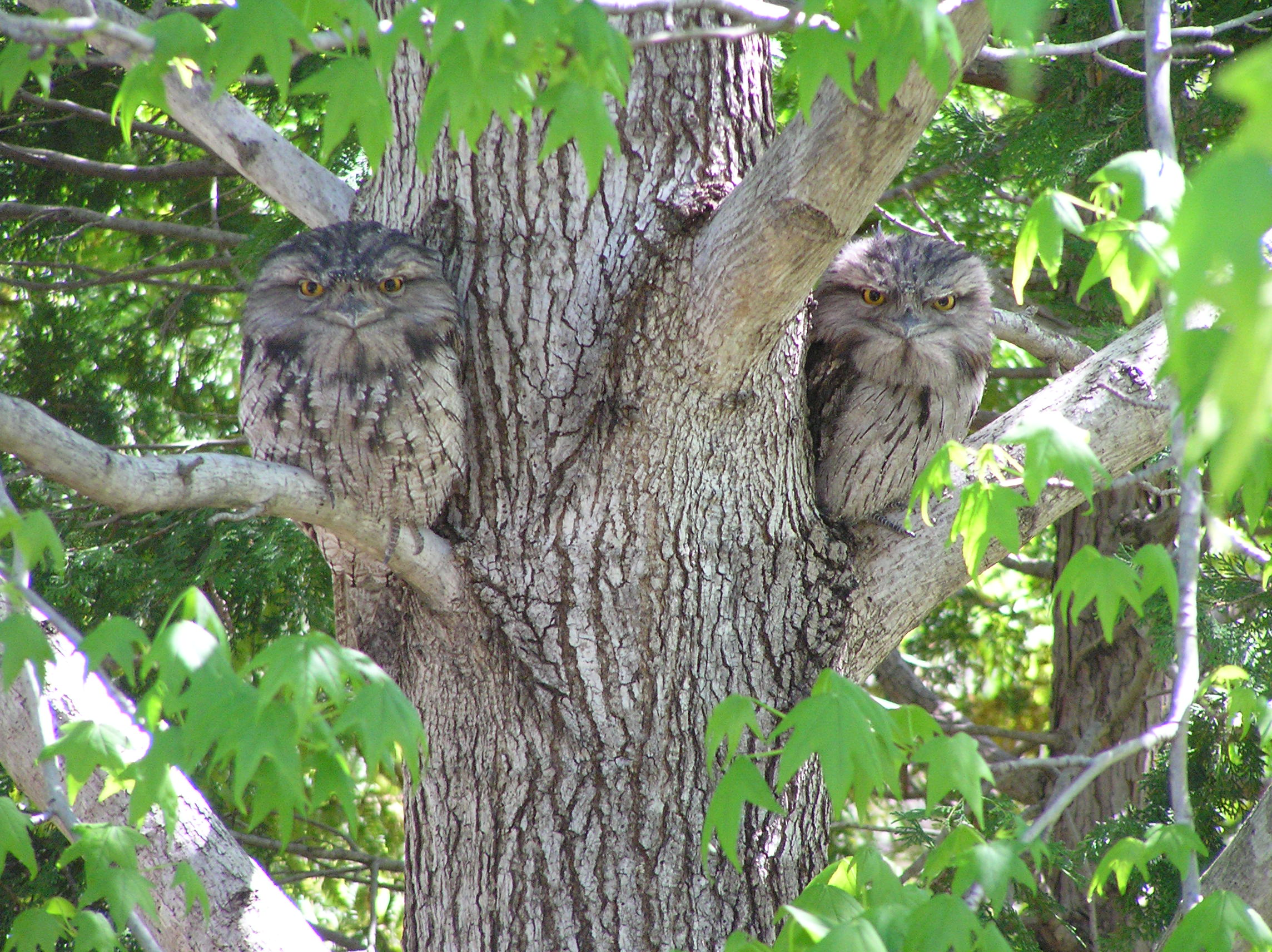
Podargus strigoides)

Caprimulgiformes este un ordin de păsări, cu specii care se pot întâlni pe tot globul cu excepția continentului Antarctida. În Europa Centrală trăiesc numai speciile Caprimulgus europaeus și Caprimulgus ruficollis. Caprimulgii sunt păsări active noaptea și în perioada crepusculară, au penajul moale, din care cauza în zbor nu se aud și au o culoare de camumflaj brună cenușie, care imită scoarța arborilor . Se hrănesc cu insecte pe care le prind din zbor,  excepție fac  păsările din familia Steatornithidae care se hrănesc cu fructe.  Ordinul cuprinde ca, 100 de specii, păsările din acest ordin au ochii mari globuloși adaptați pentru vederea la întuneric. Ciocul este mic, dar deschiderea gurii este foarte mare, deschiderea ajungând până sub ochi. Vibrizele de la baza ciocului îl ajută la captarea prăzii din zbor. Capul este lat, iar corpul este turtit. Puii sunt nidicoli.

## Sistematică
```
(Caprimulgiformes)
 ├─(Steatornithidae)
 ├─ (Podargidae)
 └─NN
    ├─NN
    │  ├─(Caprimulgidae)
    │  └─(Nyctibiidae)
    ├─(Aegothelidae)
    └─(Apodiformes)
        ├─(Apodidae)
        ├─(Hemiprocnidae) 
        └─(Trochilidae)
```